# Бабляк Дмитро Євгенович
Дмитро́ Євге́нович Бабля́к (27 вересня 1930 року, Кам'янець-Подільський – 3 березня 2008 року, Львів) – український хірург, науковець, засновник кардіоторакальної хірургічної школи у Львові, організатор і перший керівник Львівського міжобласного центру серцево-судинної хірургії (1987—1993 роки), завідувач кафедри торакальної хірургії та анестезіології Львівського державного медичного інституту (1997—2000 роки), доктор медичних наук, професор, лауреат Державної премії України в галузі науки та техніки (2000 рік).
Опрацював ряд нових методів хірургічного лікування патології серця (як вроджених, так і набутих вад), магістральних судин, легень, стравоходу, середостіння. Розробив тактику оперативного лікування хворих із тромбоемболією гілок легеневих артерій. Першим в Україні почав оперувати новонароджених з атрезією стравоходу (вроджена вада, яка за відсутності хірургічного лікування призводить до загибелі дитини протягом перших днів життя). Є автором методики ранньої загрудинної товстокишкової пластики в новонароджених і дітей грудного віку.

## Біографія
Народився 27 вересня 1930 року в Кам'янці-Подільському Хмельницької області в сім'ї агронома. Батько Євген Дмитрович Бабляк (1895—1969 роки) був репресований НКВД та перебував у засланні з 1944 до 1954 року; був реабілітований у 1960 році. Мати Олександра Степанівна Бабляк одна виховувала сина і доньку.

#### Освіта
- 1955 рік — закінчив Вінницький медичний інститут (нині — Вінницький національний медичний університет імені Миколи Пирогова) за спеціальністю «лікувальна справа».
- 1961–1964 роки — навчався в аспірантурі при кафедрі торакальної хірургії та анестезіології Київського інституту удосконалення лікарів (нині — Національна медична академія післядипломної освіти імені П. Л. Шупика) на базі першої в Україні спеціалізованої клініки серцевої хірургії, створеної кардіохірургом, вченим Миколою Михайловичем Амосовим (нині — Національний інститут серцево-судинної хірургії імені М. М. Амосова Національної академії медичних наук України). Був одним з учнів М. М. Амосова.

#### Професійна та викладацька діяльність
- 1955–1959 роки — хірург Тургайської районної лікарні Кустанайської області (1955—1956 роки) та хірург-ординатор Кустанайської обласної лікарні Казахстанської РСР.
- 1959–1961 роки — завідувач онкодиспансерного відділення Дунаєвецької районної лікарні Хмельницької області.
- 1964–1965 роки — асистент кафедри торакальної хірургії та анестезіології Київського інституту удосконалення лікарів. Протягом навчання в аспірантурі та роботи на кафедрі багато асистував Миколі Михайловичу Амосову, який написав у характеристиці, виданій молодому колезі: «Він все (!) оперує: легені, серце, шлунок. Дуже часто брав участь в операціях з апаратом штучного кровообігу — починав і закінчував. Оперував би все, якби давали. Але за рангом не дозволялося… І людина гарна»[1].
- 1965–2005 роки — асистент (1965—1967 роки), доцент (1967—1978 роки), професор (1978—1997 роки, 2000—2005 роки), завідувач (1997—2000 роки) кафедри торакальної хірургії та анестезіології Львівського державного медичного інституту (нині — Львівський національний медичний університет імені Данила Галицького).
- 1987–1993 роки — керівник Львівського міжобласного центру серцево-судинної хірургії.

#### Наукова діяльність
- 1966 рік — захистив кандидатську дисертацію на тему: «Черезшлуночкова мітральна комісуротомія» (науковий керівник — М. М. Амосов).
- 1970 рік — опубліковано монографію «Хірургічне лікування мітрального стенозу», підготовлену у співавторстві із професором, ректором Львівського державного медичного інституту, професором Михайлом Васильовичем Даниленком. У 1972 році наукову роботу було відзначено дипломом ІІ ступеня Міністерства охорони здоров'я СРСР як кращу медичну книгу[1].
- 1974 рік — захистив докторську дисертацію на тему: «Хірургічне лікування вродженої атрезії стравоходу».
- 1999 рік — опубліковано монографію «Тромбоемболія гілок легеневих артерій та посттромбоемболічна легенева гіпертензія: діагностика, лікування та профілактика», підготовлену у співавторстві з колегами-науковцями.

Автор близько 200 наукових робіт. Брав активну участь у роботі Львівського наукового товариства «Хірургія і кардіологія» та спеціалізованих вчених рад у Києві і Львові. Представляв вітчизняну хірургію на міжнародних конгресах, зокрема в Угорщині (1977 рік), Польщі (1978 рік), США (1991 рік).

## Досягнення
Вважається засновником кардіоторакальної хірургічної школи у Львові, куди у 1965 році переїхав із Києва на запрошення ректора Львівського державного медичного інституту, професора Михайла Васильовича Даниленка працювати на створеній того року кафедрі торакальної хірургії та анестезіології ЛДМІ. Очоливши лікувальну роботу кафедри, активно впроваджував нові методи хірургічного лікування патології серця (як при набутих, так і при вроджених вадах серця, у тому числі в дітей), магістральних судин, стравоходу, легень, середостіння.
Визначним внеском у вітчизняну медицину стали запропоновані хірургом на початку 1970-х методика оперативного лікування тяжкої вродженої вади — атрезії стравоходу в новонароджених — і тактика оперативного лікування хворих із тромбоемболією гілок легеневих артерій. В обох випадках новаторський підхід дав шанс на порятунок сотням людей із невиліковними до того патологіями. Успішність методик була визнана як вітчизняною, так і закордонною міжнародною спільнотою. За результатами лікування вродженої атрезії стравоходу львівські хірурги випередили столичні — московські — спеціалізовані дитячі інститути, а впроваджена методика тромбектомії легеневої артерії сприяла виникненню цілої системи допомоги пацієнтам із даною патологією.
У 1987 році почав працювати над створенням у Львові центру серцево-судинної хірургії на базі обласної лікарні. Заклад під його керівництвом швидко розвинувся в один із передових кардіохірургічних центрів не тільки в Україні, а й в СРСР. Визнанням експертності лікувальної установи стало її включення в перелік кардіохірургічних центрів Радянського Союзу, які централізовано забезпечувалися матеріально-технічними розхідними матеріалами. У 1990-х роках центр посідав перше місце в Україні за результатами протезування клапанів серця і друге — за кількістю операцій зі штучним кровообігом, поступаючись тільки Національному інституту серцево-судинної хірургії імені М. М. Амосова НАМН України.

## Нагороди
У 2000 році разом із групою українських вчених відзначений Державною премією України в галузі науки і техніки за широке впровадження методів профілактики, діагностики та лікування тромбоемболії гілок легеневих артерій і посттромбоемболічної легеневої гіпертензії. Указ № 1302/2000 про присудження премії підписано Президентом України Леонідом Кучмою 5 грудня 2000 року.
Нагороджений медаллю «За трудову відзнаку» і значком «Відмінник охорони здоров'я».

## Сім'я
Дружина — Ірина Миколаївна Бабляк, викладач Львівського державного коледжу декоративного та ужиткового мистецтва імені Івана Труша (1968—2001 роки). Діти: Євген Дмитрович Бабляк, хірург Золотоніської центральної районної лікарні Черкаської області; Сергій Дмитрович Бабляк, кардіолог Львівської обласної клінічної лікарні; Олександр Дмитрович Бабляк, керівник Центру кардіохірургічної допомоги медичної мережі «Добробут» (Київ).